# Первомайский (Тюкалинский район)
Первомайский — посёлок в Тюкалинском районе Омской области. Входит в состав Новокошкульского сельского поселения.

## История
В 1964 г. Указом Президиума ВС РСФСР поселок фермы № 2 Кошкульского совхоза переименован в Первомайский.

## Население
| 2010 |
| ---- |
| 70   |

## Транспорт
Связана автодорогой с селом Новый Кошкуль, центром сельсовета.

## Инфраструктура
Действовала ферма Кошкульского совхоза.